# Panton Rayeuk T
Panton Rayeuk T is een bestuurslaag in het regentschap Aceh Timur van de provincie Atjeh, Indonesië. Panton Rayeuk T telt 557 inwoners (volkstelling 2010).